# صالح الأطيوش
صالح الكيلاني الاطيوش هو أحد قادة الجهاد ليبي وهو حفيد المجاهد القديم محمد بن يوسف المعروفين ضد الغزاة الإيطاليين والذي ذكره قائد الجيوش الإيطالية في ليبيا إبان تلك الحقبة في تاريخ ليبيا "الجنرال رودولفو غراتسياني في كتبه ككتاب «نحو فزان» وكذلك كتاب "برقة المهداة"، وكيف كان هذا القائد المخضرم" صالح باشا الاطيوش " والذي كان زعيما وقائد لدور المغاربة وأحد قادة معركة القرضابية، التي تكبد فيها الطليان خسائر فادحة، وكذلك قاد معركة البريقة الأولى والثانية ومعركة يوم الكراهب ومعركة بئر بلال الأولى والثانية والرمصة (المعروفة بحيشان اجبيل) ومعركة الكيروانه وغريدت الحداد (عرق السبط) ومعركة بوفضيله والنوفلية وعلوت الرشاح والخدة ومعارك الهروج والكفرة.
كما شارك ابنه الشريف في تاقرفت والقي القبض عليه واعدم بعد مساومته ورفضه هذه المساومة.
حتى أن «غرتسياني» قال عنه في كتابه «نحو فزان» هذا الاقتباس:"كانت ضرورة دفع قواتنا لاحتلال المناطق الجنوبية تفرض علينا أن نجد قبل كل شيء حلا لمسألة المناطق الشرقية الممتدة بين (سرت) و (إجدابية) فقد كانت تسكن فيها (المغاربة) التي لم تخضع قط لحكمنا منذ سنة 1911 حتى الآن. والتي كانت على العكس من ذلك قد أنزلت بنا أضراراً في حوادث مؤلمة وغارات بقيت دون أن ينتقم لها أحد، تحت قيادة زعيمها الرئيسي (صالح الاطيوش)".. انتهى الاقتباس من صفحة 303 من الكتاب المشار إليه لصاحبه رودولفوا غراتزياني.
لقد كان عمل الاطيوش يتماشى مع تعاليم واوامر الديانة الإسلامية من اوامر الشرعية تحت القيادة السنوسية الحكيمة بقيادة الأمير ادريس المهدي السنوسي رحمه الله. التي قضى طوال فترة جهاده مدافعا عن دينه ووطنه.
وقد ذكره غراتسياني أيضا إبان فترة الجهاد في معركة القرضابية* التي تكبد فيها الطليان خسائر فادحة* وكذلك قاد معركة البريقة ومعركة الكراهب[بحاجة لمصدر] ومعركة بئر بلال. حتى أن «غرتسياني» قال عنه في كتابه «نحو فزان» هذا الاقتباس:«كانت ضرورة دفع قواتنا لاحتلال المناطق الجنوبية تفرض علينا أن نجد قبل كل شيء حلا لمسألة المناطق الشرقية الممتدة بين (سرت) و (إجدابية) فقد كانت تسكن فيها (المغاربة) التي لم تخضع قط لحكمنا منذ سنة 1911 حتى الآن. والتي كانت على العكس من ذلك قد أنزلت بنا أضراراً في حوادث مؤلمة وغارات بقيت دون أن ينتقم لها أحد* تحت قيادة زعيمها الرئيسي (صالح الاطيوش)».. انتهى الاقتباس من صفحة 303 من الكتاب المشار إليه لصاحبه رودولفوا غراتزياني.
تحركت قوات مدرعة* وكتيبة أحباش* وسرية فرسان بقيادة الجنرال تلجر عبر القطفية الواقعة على بعد، حيث نصب المجاهدون لها كمينا عند موقع (بئر بلال)، وكانت قيادة المجاهدين للمجاهد صالح الأطيوش، بمساعدة المجلس الحربي لدور المغاربة والمكوّن من السادة الآتية أسماؤهم: الشيخ الزروق خطاب القابسي - الشيخ السنوسي البراني - الشيخ المبروك باسل - الشيخ موسى القذافي الرقعي - الشيخ محمود بوهدمة - الشيخ ابرهيم بوسيف الصبحي - الفضيل اجبيل - الصالحين البراني - عبد النبي مذكور - الشيخ الفضيل المهشهش - موسى احموده - و قادة الكراكين (الدوريات) هم: اللافي مفتاح الصبحي وآدم النويحف.
وعندما وصلت القوات الإيطالية عند موقع بئر بلال يوم 10/6/ 1923، انقض عليها المجاهدون في معركة انتحارية استمرت بضع ساعات، حالف المجاهدين فيها النصر بعد مقتل الجنرال تيلجر، وإبادة كامل الحملة، وحرق حوالي مائة دبابة وشاحنة، ولم تنج إلا سيارتان، إحداهما تقل الكومندز (روليني) الذي لاذ بالفرار، وغنم المجاهدون خمسة وعشرين مدفعا ورشاشا، وألف بندقية صالحة للاستعمال، ومئات من صناديق الذخيرة.
من المجاهدين الذين أبلوا بلاء حسنا في هذه المعركة: الصالحين البراني - الشيخ السنوسي البراني - الصادق أبصيص - عبدالله رمضان الصبيحي - عيسى بوهدمة القبائلي - منصور اجبيل - عبد النبي ياسين ضاوي - قجة عبد الله القرعاني - محمود حمد الذباح - محمد الشويخ البرعصي - عثمان عبد الرازق حمد اوحيدة - مفتاح القيصة - عبد الله شعبان الدواسي - وجُرح كل من المجاهد - عبد الله مذكور - جمعة شلش - أحمد لاطيوش - حسن الدغيلي - يوسف اكرود - سلطان بوميز - علي الكرش - بوحبل بو خماده - خليفة الحمر النوفلي - امصادف الرقعي - علي أبويت الشيخي - عمر أبصيص وأخيه سعيد أبصيص النوفلي - علي دنقير الذباح - يوسف عمر نشاد - القذافي بوالذابلة - يونس الجبالي ضاوي - يونس العور الصبيحي - مفتاح بوعبدالهادي البراني - الكيلاني أرويقد الريح القرقعي - الشيخ عبد ربه العليوي - صالح بو عكرة - عبد الجليل بو خماده - فرج صقر المشيطي - حمد بن شعيب البهيجي - صالح الحمر - بو راوي الصديق القيصة.
واستشهد في هذه المعركة كلاً من: المهدي الحرنة - حمد اسكات الصبحي - نصر الأعمى - عبد السلام البرعصي - حمد الشامخ الصبيحي - الصالحين الضبع.
وسميت هذه المعركة بمعركة "الكراهب" نسبة للعدد الهائل من السيارات والآليات التي استخدمها العدو وتمكن المجاهدون من تدميرها، وذلك بتاريخ 10/6/1923. ثم توجه المجاهدون شمالا إلى البريقة، لملاقاة العدو عند الساحل، وكانت قيادة المجادين للمجاهد صالح الأطيوش* والقوات الإيطالية بقيادة الجنرال ماليللي* حيث أصد الأوامر لجنوده باتخاذ مواقعهم لمهاجمة المجاهدين، فبادر المجاهدون بالهجوم، وجرت معركة حامية الوطيس، حيث أسفرت هذه المعركة عن إبادة أغلب القوات الإيطالية، وانتصر فيها المجاهدون وقتل الجنرال ماليللي قائد الحملة* ولم ينج من جنوده إلا القليل الذين لجأوا إلى شاطئ البحر* ورفعو راية الاستسلام* وغنم المجاهدون أسلحة وعتاد كثير.
حيث استشهد في معركة البريقة هذه، كلاً من: محمد صالح اجبيل - إبراهيم الفيل العريبي - حمد اكرود قابس - رابح القدقاد القبائلي - علي بونعيجة لطيوش - عبد النبي امخيمر - بو اخفيفة امخيمر - جاد الله اكريم بهيج - محمد بوعبدالهادي البراني - النعاس عقبة بوشيبة - غيث بوالشريحية أحمدي - الزايط القبائلي - الزروق بوجازية، وغيرهم.
وتعبر هذه اللمحة لمحة مختصرة عن هاتين المعركتين (بئر ابلال والبريقة) اللتان تعتبران من أقوى المعارك التي خاضها المجاهدون ضد الغزاة الطليان، وقد وصف الجنرال غريسياني معركتي بئر بلال والبريقة بالهزيمة الموجعة والمفجعة التي تفاخر الليبيون بها.
المصادر والمراجع
1. ↑  الجنرال غرسياني. نحو فزان.
2. 1 2 3  محمد الطيب الأشهب. برقة العربية أمس واليوم.
3. ↑  الجنرال غرسياني. برقة الهادئة.